# Onuphis mexicana
Onuphis mexicana är en ringmaskart som först beskrevs av Fauchald 1968.  Onuphis mexicana ingår i släktet Onuphis och familjen Onuphidae. Inga underarter finns listade i Catalogue of Life.